# George Throckmorton
Sir George Throckmorton (o Jorge Throckmorton), de Coughton Court (antes de 1489 - 6 de agosto de 1552) fue un político inglés y miembro del Parlamento durante el reinado de Enrique VIII. 

## Biografía
Nacido en 1489, fue el hijo mayor de Sir Robert Throckmorton de Coughton Court y de Catherine Marrow, hija de Sir William Marowe o Marrow, Lord Mayor de Londres. Los Throckmortons tomaron su nombre de una mansión en la parroquia de Fladbury, Worcestershire, donde en el siglo XII eran arrendatarios del obispo de Worcester. A principios del siglo XV adquirieron por matrimonio Coughton, en Warwickshire.
Sir George Throckmorton nació en Worcestershire, condado en el que afirmaba estaba la mayor parte de su herencia. No obstante, su padre parece haber hecho de Coughton Court el asiento de la familia y George sería el primero de su línea en sentarse en el Parlamento como caballero de la comarca de Warwickshire; su abuelo lo había hecho por Worcestershire. El padre de George, Robert Throckmorton, soldado, cortesano y consejero de Enrique VII, envió a su hijo mayor al Middle Temple, en el que George ingresó el mismo día que un pariente de Northamptonshire, Edmund Knightley. Antes de su muerte en Italia, cuando marchaba de peregrino Tierra Santa, Sir Robert había dejado a su hijo en la corte, en el gobierno local y en el disfrute de numerosos contratos de arrendamiento y mayordomía. 
La temprana buena posición de George puede haberse debido a su matrimonio con la hija de otro cortesano, Sir Nicholas Vaux. El hijastro de Vaux, Sir Thomas Parr, interventor de la Casa de Enrique VIII, era el hermano uterino de la esposa de Throckmorton, Katherine. Throckmorton sirvió con su padre en la guerra contra Francia de 1511-1513 como capitán del Great New Spaniard. Siete años después estuvo presente en el Camp du Drap d'Or o Campo del Paño de Oro, que había sido organizado en parte por su suegro. Vaux nombró a Throckmorton uno de sus ejecutores y, como tal, en septiembre de 1523 se le encargó la entregar de la villa de Guines a Guillermo (William), primer barón Sandys del Vyne.
En los años 1520, Throckmorton estuvo cerca del Cardenal Wolsey, aunque su relación no fue fácil. El tío de Jorge, el Dr. William Throckmorton, era servidor de confianza del Cardenal y su nombre aparece en documentos importantes relacionados con embajadas y tratados, además de ser maestro en Cancillería hacia 1528. El joven Throckmorton participó en algunas transacciones de tierras con Wolsey. 
Durante un intervalo de 50 años, no menos de una docena de descendientes de Throckmorton se sentaron en los Comunes, aunque solo uno de ellos, su nieto Job Throckmorton, era miembro en 1586. En los tiempos de la intervención de Cromwell, Job Throckmorton pasaba serios apuros por haber calumniado a Jacobo VI de Escocia en un discurso ante la Cámara, un desliz que bien podría haber revivido el recuerdo del roce de su abuelo con el anterior monarca. Todavía quedaba en 1586 un miembro del Parlamento, Sir Francis Knollys, que recordaba el incidente de  1529 (había entrado en los comunes en 1533).
Sir George Throckmorton se opuso a la ruptura de Enrique VIII con Roma. Sobre el divorcio del Rey y el matrimonio pendiente con Ana Bolena, Sir George dijo que el Rey se había complicado con la madre y la hermana. Tuvo que traer a su tía Isabel (Elizabeth), abadesa de Denny, para vivir con él cuando fue cerrado su convento, por el decreto de disolución de 1537, que dejó a 25 monjas sin techo. Isabel se trajo con ella una puerta de entrada del convento (dole-gate), a través de la cual se daba ayuda a los pobres. En ella está tallado su nombre y se conserva en Coughton Court.
Se opuso a los cambios de religión, y aunque la gran mayoría de sus 19 hijos y 112 nietos eran fervientes católicos, hubo algunos que eran protestantes incluidos sus hijos Clemente, que fundó una rama familiar puritana, y Nicolás, Sir Nicholas Throckmorton, quien no pudo mostrar su protestantismo durante el reinado de María I librándose de ser condenado por traición durante la rebelión de Thomas Wyatt (fue liberado, pero el jurado fue arrestado), aunque si se manifestó como tal en la corte de la reina Isabel, a la que llevó el anillo prueba de la muerte de su hermana, y ejerciendo de emisario de la María, Reina de Escocia.
En 1536 fue acusado de traición y encerrado en La Torre. Sin embargo, los cargos no pudieron sostenerse y Throckmorton fue liberado. Sir Thomas Dingley, cuya ejecución dos años después lo convierten en mártir católico, reveló lo que Throckmorton le había contado sobre los episodios anteriores. Cuando Throckmorton fue detenido nuevamente, su esposa pidió consejo a su medio hermano William Parr, primer barón Parr de Horton, quien pudo haberle convencido de que hiciera una confesión.
Throckmorton vivió para ver a algunos de sus hijos menores ocupar altos cargos en el estado y otros cómodamente establecidos. En el momento de su muerte Throckmorton tenía 116 descendientes vivos, incluidos entre sus nietos figuras tan diversas como Job Throckmorton y William Gifford, arzobispo de Rheims y primer par de Francia.
Throckmorton murió el 12 de agosto de 1552 y fue enterrado en la majestuosa tumba de mármol que había preparado para sí mismo en la iglesia de Coughton. Sin embargo, el monumento más impresionante que dejó fue la puerta de entrada de Coughton Court. Throckmorton pasó la mayor parte de su vida reconstruyendo la casa: en 1535 le escribió a Cromwell que él y su esposa habían vivido en Buckinghamshire durante la mayor parte del año, "gran parte de mi casa se está cayendo". Gran parte de la casa se mantiene como la dejó Sir Gorge.

## Familia
En 1512 Throckmorton casó con Katherine Vaux, la hija mayor de Nicholas Vaux, primer barón Vaux de Harrowden, y de Elizabeth FitzHugh: Fueron padres de ocho hijos y nueve hijas. La madre de Katherine casó primeramente con William Parr, Primer Barón Parr de Kendal, por lo que Katherine era medio hermana de Sir Thomas Parr, padre de la Reina consorte Catalina Parr; William Parr, primer barón de Horton; John Parr; y Anne Parr, Lady Cheney.
Descendencia:
- Sir Robert Throckmorton de Coughton Court (c. 1513-12 Feb 1581), que casó primeramente, hacia 1527, con Muriel Berkeley (+ 1542). Casó después con Elizabeth Hussey (c.1510 – 23 de enero de 1554), viuda de Walter Hungerford, primer barón Hungerford de Heytesbury, e hija de John Hussey, primer barón Hussey de Sleaford. Su hija, Muriel Throckmorton, casó con Thomas Tresham (+ 1605).[9]
- Kenelm Throckmorton (c. 1512-1564/1587),[8]
- Clement Throckmorton (+ 1573) (c.1512 – 14 de diciembre de 1573), de Haseley, Warwickshire, que casó con Katherine Neville, hija mayor de Sir Edward Neville de Addington Park, Kent[10] y Eleanor Windsor, hija de Andrew Windsor, primer barón Windsor, que tuvieron seis hijos y siete hijas, entre ellos Job Throckmorton.[11]
- Sir Nicholas Throckmorton[8] (1515–1571), padre de Elizabeth "Bess" Throckmorton, que casó con Sir Walter Raleigh y fue dama de honor de la reina Isabel I de Inglaterra.
- Thomas Throckmorton,[8] (nacido hacia 1522).
- Elizabeth Throckmorton, que casó primero con Sir John Gifford, después con Wlliam Lygon, y finalmente con George Peyto.[8]
- Sir John Throckmorton[8] (h. 1524-22 de mayo de 1580), padre del conspirador Francis Throckmorton.
- Anthony Throckmorton[8] (nacido hacia 1528).
- Mary Throckmorton (nacida hacia 1530), que casó con Sir John Huband.[8]
- Katherine Throckmorton, con casó con alguien llamado Thomas.[8]
- Anne Throckmorton (c. 1532-21 de diciembre de 1553),que casó con John Digby.[8]
- George Throckmorton,[8] (c. 1533–1612).
- Margaret Throckmorton (nacida hacia 1536), que casó primeramente con un tal Catesby, y después con Brian Cave[8] (c. 1532-21 Dec 1553), esquire, de Ingarsby, con descendencia.[12][13]
- Katherine Throckmorton (c. 1532-21 de diciembre de 1553), casada primeramente con Thomas Winter, y luego con Thomas Smith.[8]
- Margery Throckmorton[8]
- Amy Throckmorton.[8]
- Elizabeth Throckmorton.[8]